# Leucographus variegatus
Leucographus variegatus là một loài bọ cánh cứng trong họ Cerambycidae.